# A. C. Bhaktivedanta Swami Prabhupada
 (février 2008).
Si vous disposez d'ouvrages ou d'articles de référence ou si vous connaissez des sites web de qualité traitant du thème abordé ici, merci de compléter l'article en donnant les références utiles à sa vérifiabilité et en les liant à la section « Notes et références ».
Abhay Charan De, dit Abhay Charanaravinda Bhaktivedanta Swami Prabhupada, est un sannyasi vaisnava de la tradition Brahma Gaudiya Sampradaya. Il est né à Calcutta, dans le Bengale-Occidental le 1er septembre 1896, et est mort à Vrindavan le 14 novembre 1977. Il est le fondateur de l'Association internationale pour la conscience de Krishna (International Society for Krishna Consciousness ou ISKCON en anglais), mouvement ordinairement désigné sous le nom de « Hare Krishna », emprunté à la première ligne du « maha mantra (en) » chanté par les dévots vaishnavas. Ces derniers se rattachent, à travers lui, à la filiation spirituelle qui le reliait à Chaitanya Mahaprabhu par les maîtres précédents dans l'ordre ascendant : Bhaktisiddhanta Sarasvati Thakura son maître spirituel, Gaura Kishora das Babaji, Bhaktivinoda Thakura, Jagannatha das Babaji et les six Goswamis de Vrindavan.

## Jeunesse et rencontre décisive
Il termine ses études supérieures en 1926, à l'université de Calcutta. Il participe activement au mouvement non-violent de résistance civile et indépendantiste du Mahatma Gandhi puis s'en détourne. Durant cette période il rencontre Srila Bhaktisiddhanta Sarasvati Thakura, un éminent érudit en matière de connaissance védique, lors d'une conférence où ce dernier prononçait un discours. C'est ainsi qu'Abhay Charan fait la connaissance de son futur gourou, qui lui demande de faire un jour connaître la philosophie vaisnava en l'Occident, afin de réaliser la prédiction du fondateur d'une des principales branches vaisnava que fut Chaitanya Mahaprabhu (1485-1534), né au Bengale, qui avait annoncé que les Saints Noms, «Hare Krishna, Hare Rama», seraient un jour chantés dans chaque ville et chaque village du monde, bien au-delà des rives du Gange et des zones d'influences traditionnelles de l'hindouisme.

## Biographie
Abhay Charan De ne peut toutefois satisfaire immédiatement la demande de Srila Bhaktisiddhanta Sarasvati, car il est à la tête de laboratoires pharmaceutiques. C'est seulement douze ans plus tard qu'il accepta officiellement ce dernier comme maître spirituel (gourou). En 1936, quelques jours avant de mourir, Srila Bhaktisiddhanta lui formule à nouveau son désir de le voir transmettre le message de Chaitanya Mahaprabhu et le sien en l'Occident.
En 1959, incité par l'un de ses frères spirituels, Abhay Charan De prend le sannyasa (ordre du renoncement) ; son ancien nom s'efface au profit de A. C. Bhaktivedanta Swami. Délaissant toute vie familiale et sociale, il se retire à Vrindavan (lieu mythique de la vie de Krishna), où il peut se consacrer à la traduction en anglais de la Bhagavad-Gītā, du premier chant du Srimad Bhagavatam, et de plusieurs autres textes sanskrits et bengalis, suivi de commentaires issus de la tradition.
En 1944, il crée une publication en langue anglaise Back to Godhead, dont il est tour à tour rédacteur, mécène, imprimeur et même distributeur.
En 1966, il embarque sur un cargo, Le Jaladuta, partant pour les États-Unis, avec un billet offert par la propriétaire de la compagnie, madame Sumati Morarjee. Arrivé à New York, il se rend quotidiennement dans un jardin public en chantant le maha-mantra Hare Krishna ou mantra de la délivrance. Son enseignement sur la philosophie vaisnava et ses conférences sur le bhakti-yoga commencent à attirer des jeunes et des moins jeunes. Il crée son tout premier temple vaisnava dans un petit magasin désaffecté dans lequel il donne ses conférences sur la Bhagavad-gitã.  
En 1972, l'édition en langue anglaise intitulée Bhagavad-gitã As It Is est publiée à New York par les éditions Macmillan.
Depuis lors, il diffuse le message de sa religion dans de nombreux pays occidentaux à travers des associations qu'il crée, pour la France l'Association internationale pour la conscience de Krishna en 1973, et pour les autres pays l'International Society for Krishna Consciousness dès 1966.

## Publications

### Traductions avec commentaires
- Bhagavad-gītā As It Is (1968)   (ISBN 0-89213-134-9)
- Śrī Īśopaniṣad (1969)   (ISBN 0-89213-280-9)
- Śrīmad-Bhāgavatam (1972–77)  (ISBN 84-86883-07-5) (Vols.)
- Caitanya-caritāmṛta (1974)  (ISBN 0-912776-50-1) (Vols.)
- The Nectar of Instruction (1975)   (ISBN 0-912776-85-4)

### Études sommaires
- Teachings of Lord Caitanya (1969)  (ISBN 0-912776-07-2)
- Krishna, the Supreme Personality of Godhead (1970)  (ISBN 0-89213-354-6)
- The Nectar of Devotion (1970)  (ISBN 0-912776-05-6)

### Autres œuvres durant la vie de Prabhupada
- Easy Journey to Other Planets (1970)
- Kṛṣṇa Consciousness: The Topmost Yoga System (1970)
- Beyond Birth and Death (1972)
- The Perfection of Yoga (1972)
- Kṛṣṇa, the Reservoir of Pleasure (1972)
- On the Way to Kṛṣṇa (1973)
- Rāja-vidyā: The King of Knowledge (1973)
- Elevation to Kṛṣṇa Consciousness (1973)
- Kṛṣṇa Consciousness: The Matchless Gift (1974)
- Perfect Questions, Perfect Answers (1977)
- Teachings of Lord Kapila, the Son of Devahūtī

### Écrits bengalis
- Geetār-gan
- Vairāgya-vidyā
- Buddhi-yoga
- Bhakti-ratna-boli